# Željko Bebek
Želimir „Željko” Bebek (ur. 16 grudnia 1945 w Sarajewie) – chorwacki muzyk, wokalista jugosłowiańskiego zespołu Bijelo dugme.
W wieku 16 lat, wszedł w skład zespołu Eho 61. Jako gitarzysta i wokalista dołączył  do  grupy Kodeksi. Członkiem grupy, jako gitarzysta basowy został Goran Bregović. Bebek, Bregović, gitarzysta Edo Bogeljić i perkusista Lućano Paganoto na początku 1970 roku otrzymali dwumiesięczny angaż do Neapolu gdzie zostali dłużej. Bebek wrócił do Sarajewa i w 1971 roku reaktywował zespół Kodeksi. W tym samym roku pobili rekord nieprzerwanego grania, który dotąd należał do grupy Čičak. W grudniu 1971 Bebek został powołany do wojska. Ożenił się i postanowił rzucić muzykę.
Jednak po powrocie z wojska w marcu 1973 został członkiem grupy Jutro. Z zespołem nagrał cztery piosenki: Kad bi' bio bijelo dugme, U subotu mala, Na vrh brda, vrda, mrda i Hop-cup. 1 stycznia 1974 roku, grupa została oficjalnie „ochrzczona” jako Bijelo dugme. Żelko Bebek jako charyzmatyczny wokalista (i czasem gitarzysta basowy) pozostał w zespole do 1984 roku, nagrywając w międzyczasie i później płyty solowe, które wciąż są wznawiane (na fali tzw. Ju-nostalgii) w krajach byłej Jugosławii i w Europie Zachodniej, także jako kompilacje. Bebek nagrywa wciąż nowe płyty. W 2017 roku album studyjny Ono nešto naše i w 2018/2019 podwójny album koncertowy (CD i Blue-ray) pod tytułem Željko Bebek Live.
Gdy wybuchła wojna w Bośni przeniósł się do Zagrzebia. Zajmuje się muzyką, nagrywaniem i wydawaniem płyt. Przez pewien czas prowadził kawiarnię „Tajna veza” (Ima neka tajna veza).
W czerwcu 2005 roku wziął udział razem z pozostałymi członkami Bijelo dugme w trzech pożegnalnych koncertach w Sarajewie, Zagrzebiu i Belgradzie  (Turneja 2005 Sarajevo-Zagreb-Beograd).

## Dyskografia
Na podstawie katalogu discogs.com:
- 1978: Skoro da smo isti
- 1984: Mene tjera neki vrag
- 1985: Armija B
- 1989: Pjevaj moj narode
- 1989: Niko više ne sanja
- 1990: ...Karmin, pjesma i rakija
- 1992: ...a svemir miruje
- 1993: Sve najbolje (kompilacja)
- 1994: Gori svijet... Ti ċeš ga ugasiti
- 1995: Puca mi u glavi
- 1999: S tobom i bez tebe
- 2000: Ošini po prašini
- 2002: Svijet nek' pukne popola
- 2003: 18 največih hitova
- 2006: Zlatna kolekcija (kompilacja 2 CD)
- 2009: Platinum Collection (kompilacja 2 CD)
- 2011: Najlepše ljubavne pjesme (kompilacja z serii „Love Collection”)
- 2012: Kad poljubac pomiješaš sa vinom
- 2014: Antologija Bebek 40 godina (kompilacja 4 CD)
- 2017: Ono nešto naše
- 2018: Dueti (kompilacja)
- 2019: Live (koncertowa 2 CD)
- 2020: Bebek u Spaladiumu (koncertowa 2 CD)
- 2021: Mali oblak ljubavi